# Karl Verner (linguista)
Karl Adolph Verner (pronúncia dinamarquesa: [ˈkʰɑˀl ˈvɛɐ̯ˀnɐ]; 7 de março de 1846 – 5 de novembro de 1896) foi um linguista dinamarquês. Ele é relembrado atualmente pela lei de Verner, proposta inicialmente em 1875.

## Biografia
O interesse de Verner pelo estudo da linguagem advém principalmente de sua leitura pelo trabalho de Rasmus Christian Rask. Ele iniciou sua jornada universitária em 1864 com línguas orientais, germânicas e eslavas, e, no meio do caminho, serviu ao exército antes de finalizar os estudos. Ele viajou para a Rússia em dezembro de 1871, passando quase um ano aprendendo a língua russa. Seu primeiro artigo científico foi Nogle Raskiana (1874). Mais tarde, voltado à investigação do dinamarquês, chamou-lhe a atenção a diferença dos sotaques e a formação de palavras como fadar e broþar, preocupações que o levaram a formular a lei de Verner. Ele concluiu um importante artigo sobre esse tema e enviou a Vilhelm Thomsen em 1875, que publicou no ano seguinte.
Apesar de suas realizações no campo da linguística, Verner se considerava apenas um amador da filologia alemã. Ele chegou a recusar diversos convites para ser professor, contentando-se, por um tempo, como bibliotecário em Halle, na Alemanha. Ele foi orientado por August Leskien, um pioneiro na pesquisa de leis fonéticas, e se candidatou ao Prêmio Bopp, que recebeu em 1877. Finalmente em 1888, tornou-se professor, quando também foi eleito membro da Real Academia Dinamarquesa de Ciências.